# Antalya (Provinz)
Die türkische Provinz Antalya (benannt nach der gleichnamigen Hauptstadt Antalya) liegt im Südwesten der Türkei am Mittelmeer. Sie grenzt an die Provinzen Muğla im Westen, Burdur, Isparta und Konya im Norden sowie Karaman und Mersin im Osten. Die Provinz Antalya ist wegen ihrer Strände an der 630 km langen Küste, der antiken Stätten und des Wetters ein bei ausländischen und einheimischen Touristen beliebtes Urlaubsziel.

## Archäologische Fundstätten
In der Provinz Antalya, z. B. im Antalya-Kestel-Karstkomplex liegen zahlreiche archäologische Fundstätten. Dazu zählen im Westen die lykischen Städte Xanthos, Myra, Limyra und Arykanda sowie die teilweise unter Wasser liegenden Ruinen um Kekova, zwischen Myra und Kaş. Nördlich von Antalya liegen das pisidische Termessos und Selge sowie die prähistorische Karain-Höhle. Im Osten der Provinz befinden sich die pamphylischen Städte Perge, Aspendos, Side und Sillyon.

## Verwaltungsgliederung
Antalya ist seit 1993 eine Großstadt (Büyükşehir belediyesi). Nach einer Verwaltungsreform 2014 sind alle Landkreise direkt dem Oberbürgermeister von Antalya unterstellt. Die ehemaligen Bürgermeister der Gemeinden (Belediye) wurden auf den Rang eines Muhtars heruntergestuft. Somit sind die Landkreise gleichzeitig Stadtbezirke:
Die 19 İlçe sind:
| Kreis- code 1      | Landkreis İlçe     | Fläche 2 (km²) | Bevölkerung am 31.12.2022 3 | Bevölkerung am 31.12.2022 3 | Bevölkerung am 31.12.2022 3 | Anzahl der Mahalle | Bevölke rungs dichte (Einw./km²) | Sex Ratio 4 Frauen auf 1000 Männer | Grün- dungs datum 5, 6 |
| Kreis- code 1      | Landkreis İlçe     | Fläche 2 (km²) | Gesamt                      | männlich                    | weiblich                    | Anzahl der Mahalle | Bevölke rungs dichte (Einw./km²) | Sex Ratio 4 Frauen auf 1000 Männer | Grün- dungs datum 5, 6 |
| ------------------ | ------------------ | -------------- | --------------------------- | --------------------------- | --------------------------- | ------------------ | -------------------------------- | ---------------------------------- | ---------------------- |
| 1121               | Akseki             | 1.544          | 10.477                      | 5.317                       | 5.160                       | 51                 | 6,8                              | 970                                |                        |
| 2035               | Aksu               | 406            | 77.623                      | 39.784                      | 37.839                      | 35                 | 191,2                            | 951                                | 2008                   |
| 1126               | Alanya             | 1.577          | 364.180                     | 184.024                     | 180.156                     | 102                | 230,9                            | 979                                |                        |
| 1811               | Demre              | 329            | 27.691                      | 14.245                      | 13.446                      | 17                 | 84,2                             | 944                                | 1987                   |
| 2036               | Döşemealtı         | 687            | 79.495                      | 41.185                      | 38.310                      | 32                 | 115,7                            | 931                                | 2008                   |
| 1303               | Elmalı             | 1.433          | 40.774                      | 21.384                      | 19.390                      | 60                 | 28,5                             | 907                                |                        |
| 1333               | Finike             | 768            | 49.720                      | 24.924                      | 24.796                      | 26                 | 64,7                             | 995                                |                        |
| 1337               | Gazipaşa           | 1.111          | 53.702                      | 27.283                      | 26.419                      | 53                 | 48,3                             | 968                                | 1948                   |
| 1370               | Gündoğmuş          | 1.175          | 7.188                       | 3.564                       | 3.624                       | 29                 | 6,1                              | 1017                               | 1936                   |
| 1946               | İbradı             | 778            | 2.875                       | 1.465                       | 1.410                       | 9                  | 3,7                              | 962                                | 1990                   |
| 1451               | Kaş                | 1.750          | 62.866                      | 32.443                      | 30.423                      | 54                 | 35,9                             | 938                                |                        |
| 1959               | Kemer              | 412            | 49.383                      | 25.616                      | 23.767                      | 12                 | 119,9                            | 928                                | 1990                   |
| 2037               | Kepez              | 292            | 608.675                     | 309.805                     | 298.870                     | 68                 | 2.084,5                          | 965                                | 2008                   |
| 2038               | Konyaaltı          | 546            | 204.795                     | 97.985                      | 106.810                     | 39                 | 375,1                            | 1090                               | 2008                   |
| 1483               | Korkuteli          | 2.433          | 56.285                      | 28.226                      | 28.059                      | 58                 | 23,1                             | 994                                |                        |
| 1492               | Kumluca            | 1.225          | 73.496                      | 37.090                      | 36.406                      | 41                 | 60,0                             | 982                                | 1958                   |
| 1512               | Manavgat           | 2.351          | 252.941                     | 129.834                     | 123.107                     | 106                | 107,6                            | 948                                |                        |
| 2039               | Muratpaşa          | 96             | 526.293                     | 256.492                     | 269.801                     | 56                 | 5.482,2                          | 1052                               | 2008                   |
| 1616               | Serik              | 1.263          | 139.545                     | 71.036                      | 68.509                      | 66                 | 110,5                            | 964                                | 1926                   |
| PROVINZ 07 Antalya | PROVINZ 07 Antalya | 20.177         | 2.688.004                   | 1.351.702                   | 1.336.302                   | 914                | 133,2                            | 989                                |                        |

## Bevölkerung

### Ergebnisse der Bevölkerungsfortschreibung
Nachfolgende Tabelle zeigt die jährliche Bevölkerungsentwicklung nach der Fortschreibung durch das 2007 eingeführte adressierbare Einwohnerregister (ADNKS). Zusätzlich sind die Bevölkerungswachstumsrate und das Geschlechterverhältnis (Sex Ratio d. h. die rechnerisch ermittelte Anzahl der Frauen pro 1000 Männer) aufgeführt. Der Zensus von 2011 ermittelte 2.035.563 Einwohner, das sind über 315.000 Einwohner mehr als zum Zensus 2000.

| Jahr | Bevölkerung am Jahresende | Bevölkerung am Jahresende | Bevölkerung am Jahresende | Wachstums- rate der Be- völkerung (in %) | Geschlechter verhältnis (Frauen auf 1000 Männer) | Rang (unter den 81 Provinzen) |
| Jahr | gesamt                    | männlich                  | weiblich                  | Wachstums- rate der Be- völkerung (in %) | Geschlechter verhältnis (Frauen auf 1000 Männer) | Rang (unter den 81 Provinzen) |
| ---- | ------------------------- | ------------------------- | ------------------------- | ---------------------------------------- | ------------------------------------------------ | ----------------------------- |
| 2022 | 2.688.004                 | 1.351.702                 | 1.336.302                 | 2,60                                     | 989                                              | 5                             |
| 2021 | 2.619.832                 | 1.314.755                 | 1.305.077                 | 2,81                                     | 993                                              | 5                             |
| 2020 | 2.548.308                 | 1.281.943                 | 1.266.365                 | 1,46                                     | 988                                              | 5                             |
| 2019 | 2.511.700                 | 1.265.171                 | 1.246.529                 | 3,52                                     | 985                                              | 5                             |
| 2018 | 2.426.356                 | 1.222.086                 | 1.204.270                 | 2,62                                     | 985                                              | 5                             |
| 2017 | 2.364.396                 | 1.192.582                 | 1.171.814                 | 1,54                                     | 983                                              | 5                             |
| 2016 | 2.328.555                 | 1.174.936                 | 1.153.619                 | 1,75                                     | 982                                              | 5                             |
| 2015 | 2.288.456                 | 1.156.076                 | 1.132.380                 | 2,96                                     | 980                                              | 5                             |
| 2014 | 2.222.562                 | 1.122.997                 | 1.099.565                 | 2,98                                     | 979                                              | 5                             |
| 2013 | 2.158.265                 | 1.090.843                 | 1.067.422                 | 3,14                                     | 979                                              | 5                             |
| 2012 | 2.092.537                 | 1.058.070                 | 1.034.467                 | 2,40                                     | 978                                              | 6                             |
| 2011 | 2.043.482                 | 1.034.655                 | 1.008.827                 | 3,29                                     | 975                                              | 6                             |
| 2010 | 1.978.333                 | 1.001.908                 | 976.425                   | 3,05                                     | 975                                              | 7                             |
| 2009 | 1.919.729                 | 973.554                   | 946.175                   | 3,25                                     | 972                                              | 7                             |
| 2008 | 1.859.275                 | 942.262                   | 917.013                   | 3,91                                     | 973                                              | 7                             |
| 2007 | 1.789.295                 | 908.000                   | 881.295                   | –                                        | 971                                              | 7                             |
| 2000 | 1.719.751                 | 885.826                   | 833.925                   |                                          | 941                                              | 7                             |

### Volkszählungsergebnisse
Nachfolgende Tabellen geben den bei den 15 Volkszählungen dokumentierten Einwohnerstand der Provinz Antalya wieder.
Die Werte der linken Tabelle sind E-Books (der Originaldokumente) entnommen, die Werte der rechten Tabelle entstammen der Datenabfrage des Türkischen Statistikinstituts TÜIK
| Jahr | Bevölkerung am Zensustag | Bevölkerung am Zensustag | Anteil in %     | Rang |
| Jahr | Türkei                   | Provinz Antalya          | Provinz Antalya | Rang |
| ---- | ------------------------ | ------------------------ | --------------- | ---- |
| 1927 | 13.648.270               | 204.372                  | 1,50            | 29   |
| 1935 | 16.158.018               | 242.609                  | 1,50            | 34   |
| 1940 | 17.820.950               | 256.366                  | 1,44            | 34   |
| 1945 | 18.790.174               | 278.178                  | 1,48            | 32   |
| 1950 | 20.947.188               | 311.442                  | 1,49            | 30   |
| 1955 | 24.064.763               | 357.572                  | 1,49            | 27   |
| 1960 | 27.754.820               | 416.130                  | 1,50            | 18   |

| Jahr | Bevölkerung am Zensustag | Bevölkerung am Zensustag | Anteil in %     | Rang |
| Jahr | Türkei                   | Provinz Antalya          | Provinz Antalya | Rang |
| ---- | ------------------------ | ------------------------ | --------------- | ---- |
| 1965 | 31.391.421               | 486.910                  | 1,55            | 23   |
| 1970 | 35.605.176               | 577.334                  | 1,62            | 21   |
| 1975 | 40.347.719               | 669.357                  | 1,66            | 19   |
| 1980 | 44.736.957               | 748.706                  | 1,67            | 18   |
| 1985 | 50.664.458               | 891.149                  | 1,76            | 15   |
| 1990 | 56.473.035               | 1.132.211                | 2,00            | 11   |
| 2000 | 67.803.927               | 1.719.751                | 2,54            | 7    |
| 2011 | 74.525.696               | 2.035.563                | 2,73            | 6    |

Anzahl der Provinzen bezogen auf die Censusjahre:
- 1927, 1940 bis 1950: 63 Provinzen
- 1935: 57 Provinzen
- 1955: 67 Provinzen
- 1960 bis 1985: 73 Provinzen
- 1990: 73 Provinzen
- 2000: 81 Provinzen